# Орловские

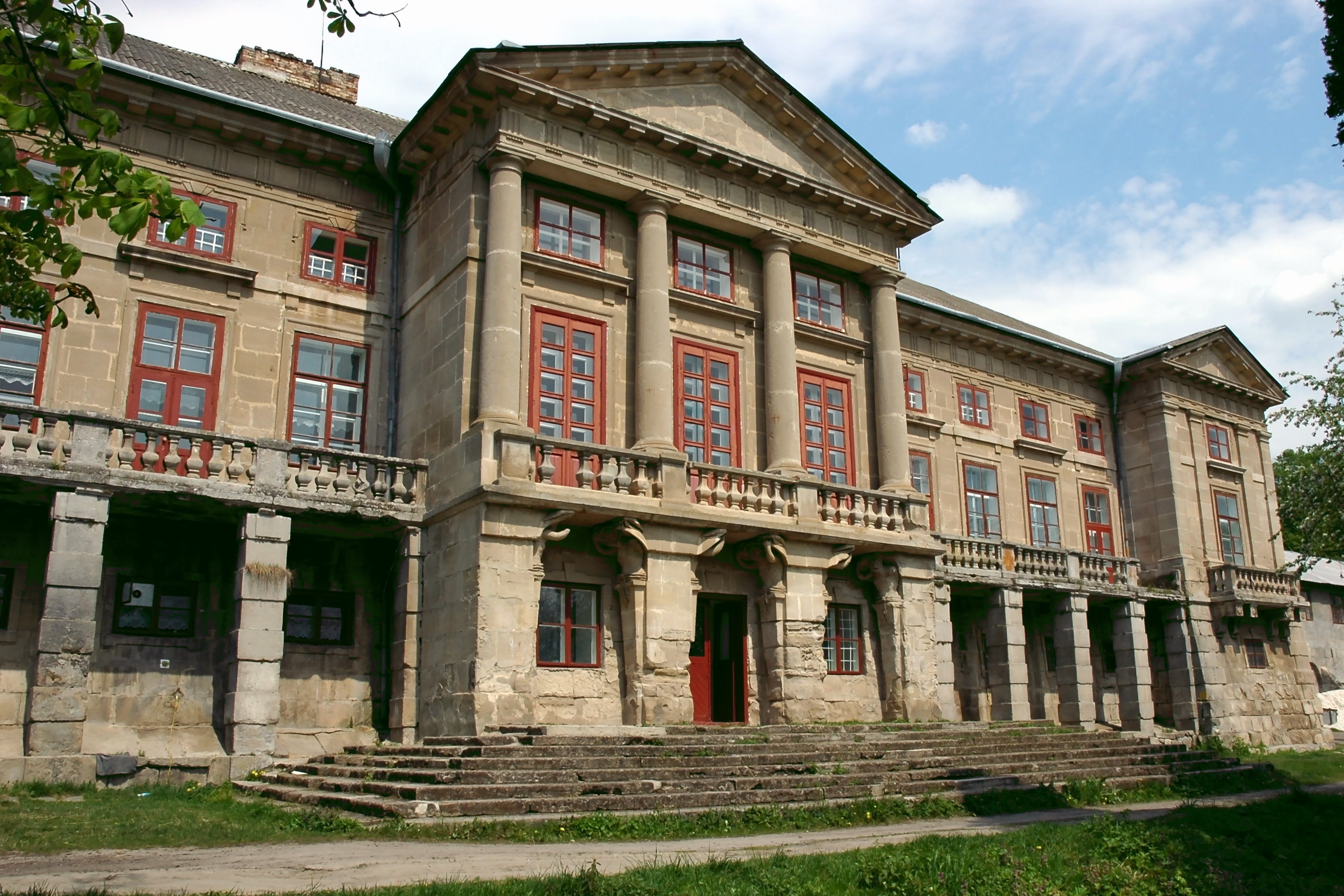
Дворец графа Орловского в Малиевцах

Орловские (пол. Orłowski ) — шляхетские роды польского происхождения.
В Гербовник внесены несколько фамилий Орловских:
- Орловские, предок которых пожалован имением в 1589 году (Герб. Часть XII. № 141).
- Осип Орловский, произведенный в прапорщики в 1812 году (Герб. Часть XI. № 98)[1].
- Орловские, предки которых внесены в VI часть родословной книги Подольской губернии (Герб. Часть XVII. № 10)[2].
- Орловские, происходящие из прежней Прусской провинции и пользующихся гербом Хомонто[3].

Наиболее заметен в истории род Орловских герба Любич, который известен с XVI века. Ян Онуфрий Орловский был последним ловчим надворным коронным польским. Этот род внесён в VI часть родословной книги Подольской губернии.
Кроме того, польские роды Орловских (некоторые из которых принадлежали к древнему дворянству) пользовались гербами: Хомонто, Цылёнткова, Ястржембец, Юноша, Орля, Прус, Равич, Сас и собственными.
В некоторых источниках встречается упоминание членов рода с титулом Граф, правнука Яна Онуфрия Орловского, дипломата, члена Государственного совета по выборам (с 1908 г.) владельца имения Малеевцы Ушицкого уезда Подольской губернии — граф Ксаверий Александрович Орловский (1862—1926).

## Описание гербов

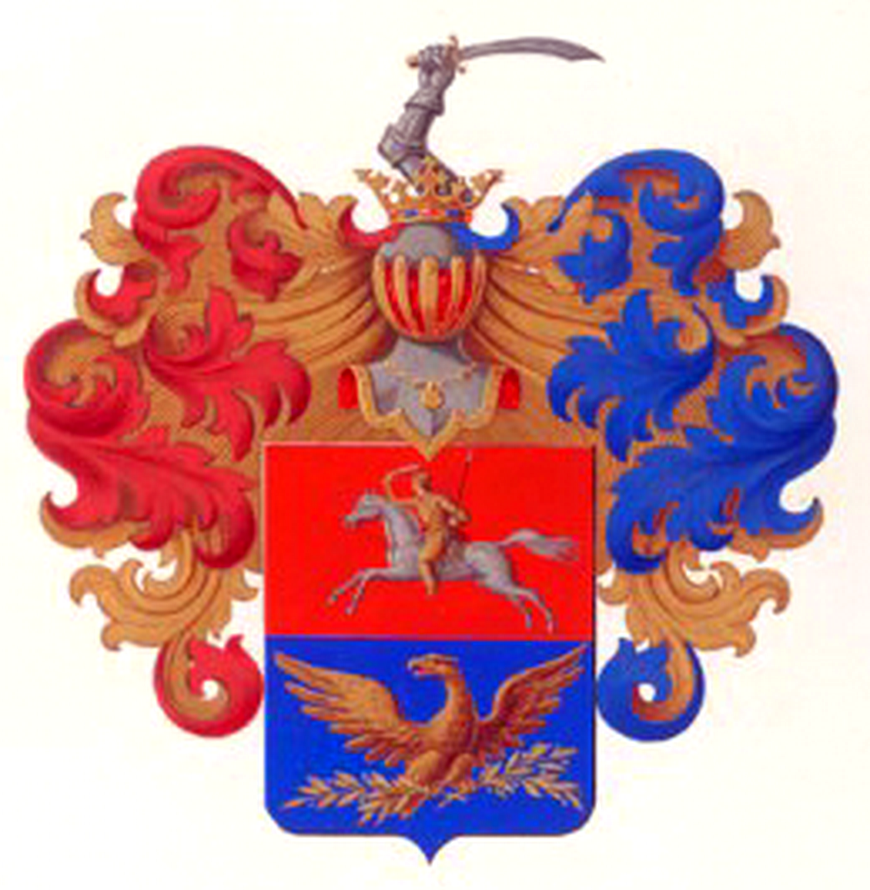
Герб потомства Осипа Орловского

#### Герб. Часть II. № нет.
Герб Орловских, жалованный дипломом 11.04.1822 года: герб Златорыб.

#### Герб. Часть Ii. № нет.
Герб Людовика-Ивана Орловского, жалованный дипломом на потомственное дворянство 21.07.1856 года: герб Скарбчик.

#### Герб. Часть X. № 62.
Герб коллежского советника Константина Орловского, жалованный 27.10.1861 года: в лазоревом поле три золотые бабочки шелкопряда — две вверху, одна внизу. Над щитом дворянский коронованный шлем. Нашлемник: взлетающий золотой орёл с червлёными глазами и языком. Намёт — лазуревый с золотом.

#### Герб. Часть XII. № 141.
Герб Орловских (предок Николай в 1598 году пожалован имением королём Польским): в серебряном щите красный орёл с распростёртыми крыльями без головы (герб Орля). Над ним красная шестиконечная звезда. Щит увенчан дворянским коронованным шлемом. Нашлемник — пять страусовых перьев, из коих среднее и крайние — серебряные, остальные — красные. Намёт красный с серебром.

#### Герб. Часть XI. № 98.
Герб полковника Осипа Орловского: щит поделён горизонтально. Вверху, в красной части, золотой всадник с саблей и копьём на серебряном скачущем коне. В нижней, голубой части, золотой орёл с распростёртыми крыльями держит в когтях две золотые лавровые ветви. Над щитом дворянский коронованный шлем. Нашлемник: рука в серебряных латах, держащая серебряный с золотой рукоятью выгнутый меч. Намёт: справа — красный с золотом, слева — голубой с золотом.
В службу вступил в 1804 году; 28 ноября 1812 года произведён в прапорщики, и, состоя в чине полковника, 26 сентября 1836 года получил диплом на потомственное дворянское достоинство.

#### Герб. Часть XVII. № 10.
Герб Орловских, внесённых в шестую часть дворянской родословной книги Подольской губернии: в голубом щите серебряная подкова шипами вниз, на ней стоит серебряный лапчатый крест. Внутри её такой же лапчатый крест. Над щитом дворянский коронованный шлем. Нашлемник: три страусовых пера, среднее серебряное, крайние — голубые. Намёт голубой с серебром.

#### Гербовник Царства Польского
Орловские, происходящие из прежней Прусской провинции: в серебряном поле хомут, наискось к правому боку щита. В навершье шлема дворянская корона.
Из этого рода: Антон в 1773 году был Сеймовым послом, а родные братья Матвей, Франциск, Феликс, Осип, Михаил и Казимир в 1776 году разделили между собой имения Плужница и Квятки, наследованное ими в Хелминском воеводстве, после отца их Ивана Орловского, стольника Перновского.